# 崗德里峰
崗德里峰（Kongde Ri，Kwangde Ri）是一座喜馬拉雅山脈的山峰，位於尼泊爾，南崎巴札的西南方。

## 資料來源
1. ↑  . SummitPost.org.   [2009-05-23]. （原始内容存档于2008-05-17）.